# 615 (szám)
A 615 (római számmal: DCXV) egy természetes szám, szfenikus szám, a 3, az 5 és a 41 szorzata.

## A szám a matematikában
A tízes számrendszerbeli 615-ös a kettes számrendszerben 1001100111, a nyolcas számrendszerben 1147, a tizenhatos számrendszerben 267 alakban írható fel.
A 615 páratlan szám, összetett szám, azon belül szfenikus szám, kanonikus alakban a 31 · 51 · 411 szorzattal, normálalakban a 6,15 · 102 szorzattal írható fel. Nyolc osztója van a természetes számok halmazán, ezek növekvő sorrendben: 1, 3, 5, 15, 41, 123, 205 és 615.
A 615 négyzete 378 225, köbe 232 608 375, négyzetgyöke 24,79919, köbgyöke 8,50403, reciproka 0,0016260. A 615 egység sugarú kör kerülete 3864,15896 egység, területe 1 188 228,881 területegység; a 615 egység sugarú gömb térfogata 974 347 682,8 térfogategység.